# Ljepkovke
Ljepkovke (lat. Loranthaceae), velika biljna porodica u redu santalolike. Sastoji se od preko 1 000 vrsta, a ime je dobila po grmastom polunametničkom rodu žuta imela, ljepak ili lijepak (Loranthus).
U Hrvatskoj je među ljepcima poznata jedino vrsta europska žuta imela ili europski ljepak (Loranthus europaeus). Druga vrsta ljepka raste u Kini, a zove se Loranthus guizhouensis. 
Biljka poznata kao imelica borovice ili imelica sitna (Arceuthobium oxycedri), koju zastarjeli podaci u Hrvatskoj navode kao predstavnika porodice ljepkovki pripada rodu imelica (Arceuthobium)  i porodici santalovki (Santalaceae). Ona je također raširena i po Europi i Aziji.

## Opći opis
Loranthaceae, jedna je od porodica iz reda santalolike Santalales, koja ima približno 77 rodova i oko 950 vrsta parazitskog cvjetnog drveća ili grmlja. Gotovo sve Loranthaceae ograničene su na tropske krajeve.

## Fizički opis
Veličine biljaka variraju od malih biljaka do stabala visokih do 10 metara (oko 33 stope); manje vrste su obično drvenasti paraziti na granama drveća, dok su veće vrste paraziti korijena. Listovi bez režnja obično su zimzeleni, ponekad debeli i mesnati, raspoređeni u parovima, svaki list nasuprot drugome na grani. Zeleno lišće sadrži nešto klorofila, koji biljkama omogućuje proizvodnju hrane, ali sve su Loranthaceae do određene mjere parazitske i tvore veze (haustorijume) sa svojim domaćinima kako bi dobile vodu i hranjive tvari. Cvjetovi su obično dvospolni i često jarkih boja, a plodovi su gotovo uvijek bobice s jednom sjemenkom. Bobice jedu ptice, koje sjeme raznose tako što ga talože na drveću ili izbacuju u izmetu. Većina sjemenki ima ljepljivi viscidium koji se lako lijepi za koru drveća, gdje će vjerojatno proklijati.

## Glavni rodovi i vrste
Tropski rod starog svijeta Loranthus, s oko 500 vrsta, najveći je rod u ovoj porodici. Neki od drugih velikih rodova uključuju tropski afrički Tapinanthus (250 vrsta), jugoistočnoazijski i australski Amyema (95 vrsta), te južnoameričke rodove Psittacanthus (50 vrsta) i Struthanthus (50 vrsta).
“Australsko božićno drvce” (Nuytsia floribunda) je atraktivno parazitsko drvo s kitnjastim cvjetovima. Rod Gaiadendron sastoji se od jedne grmolike vrste, G. punctatum, koja se nalazi u vlažnim područjima Srednje i Južne Amerike. Porodica također sadrži brojne imele, kao što je Atkinsonia ligustrina, jedina vrsta svog roda, u istočnoj Australiji. Većina drugih vrsta imele pripada srodnoj porodici Santalaceae.

## Tribusi, podtribusi i rodovi
1. Familia Loranthaceae Juss. (1077 spp.)
  1. Subfamilia Nuytsioideae Tiegh.
    1. Nuytsia R. Br. (1 sp.)

  2. Subfamilia Loranthoideae Eaton
    1. Tribus Gaiadendreae Tiegh.
      1. Atkinsonia F. Muell. (1 sp.)
      2. Gaiadendron G. Don (3 spp.)

    2. Tribus Elytrantheae Danser
      1. Peraxilla Tiegh. (2 spp.)
      2. Alepis Tiegh. (1 sp.)
      3. Lepeostegeres Blume (10 spp.)
      4. Lysiana Tiegh. (8 spp.)
      5. Loxanthera (Blume) Blume (1 sp.)
      6. Elytranthe (Blume) Blume (8 spp.)
      7. Trilepidea Tiegh. (1 sp.)
      8. Amylotheca Tiegh. (5 spp.)
      9. Cyne Danser (7 spp.)
      10. Decaisnina Tiegh. (28 spp.)
      11. Macrosolen Blume (37 spp.)
      12. Septemeranthus L.J.Singh (1 sp.)
      13. Lepidaria Tiegh. (9 spp.)
      14. Lampas Danser (1 sp.)
      15. Thaumasianthes Danser (1 sp.)

    3. Tribus Psittacantheae Horan.
      1. Subtribus Tupeinae Nickrent & Vidal-Russ.
        1. Tupeia Cham. & Schltdl. (1 sp.)

      2. Subtribus Notantherinae Nickrent & Vidal-Russ.
        1. Notanthera (DC.) G. Don (1 sp.)
        2. Desmaria Tiegh. (1 sp.)

      3. Subtribus Ligarinae Nickrent & Vidal-Russ.
        1. Ligaria Tiegh. (2 spp.)
        2. Tristerix Mart. (13 spp.)

      4. Subtribus Psittacanthinae Engl.
        1. Tripodanthus (Eichler) Tiegh. (3 spp.)
        2. Psittacanthus Mart. (133 spp.)
        3. Aetanthus (Eichler) Engl. (18 spp.)
        4. Passovia Karst. ex Klotzsch (25 spp.)
        5. Oryctanthus (Griseb.) Eichler (17 spp.)
        6. Maracanthus Kuijt (3 spp.)
        7. Dendropemon (Blume) Rchb. (33 spp.)
        8. Cladocolea Tiegh. (28 spp.)
        9. Struthanthus Mart. (102 spp.)
        10. Pusillanthus Kuijt (2 spp.)
        11. Panamanthus Kuijt (1 sp.)
        12. Peristethium Tiegh. (17 spp.)
        13. Phthirusa Mart. (24 spp.)
        14. Oryctina Tiegh. (7 spp.)

    4. Tribus Lorantheae Rchb.
      1. Subtribus Ileostylinae Nickrent & Vidal-Russ.
        1. Ileostylus Tiegh. (1 sp.)
        2. Muellerina Tiegh. (5 spp.)

      2. Subtribus Loranthinae Engl.
        1. Cecarria Barlow (1 sp.)
        2. Loranthus L. (2 spp.)
        3. Hyphear Danser (4 spp.)

      3. Subtribus Amyeminae Nickrent & Vidal-Russ.
        1. Baratranthus (Korth.) Miq. (4 spp.)
        2. Sogerianthe Danser (5 spp.)
        3. Benthamina Tiegh. (1 sp.)
        4. Amyema Tiegh. (95 spp.)
        5. Dactyliophora Tiegh. (2 spp.)
        6. Diplatia Tiegh. (3 spp.)
        7. Distrianthes Danser (2 spp.)
        8. Helicanthes Danser (1 sp.)
        9. Papuanthes Danser (1 sp.)

      4. Subtribus Scurrulinae Nickrent & Vidal-Russ.
        1. Scurrula L. (27 spp.)
        2. Taxillus Tiegh. (35 spp.)

      5. Subtribus Dendrophthoinae Nickrent & Vidal-Russ.
        1. Helixanthera Lour. (40 spp.)
        2. Dendrophthoe Mart. (33 spp.)
        3. Tolypanthus (Blume) Blume (7 spp.)
        4. Trithecanthera Tiegh. (5 spp.)

      6. Subtribus neopoisan
        1. Vanwykia Wiens (2 spp.)
        2. Socratina Balle (3 spp.)
        3. Plicosepalus Tiegh. (13 spp.)
        4. Bakerella Tiegh. (16 spp.)

      7. Subtribus Emelianthinae Nickrent & Vidal-Russ.
        1. Phragmanthera Tiegh. (35 spp.)
        2. Moquiniella Balle (1 sp.)
        3. Oliverella Tiegh. (3 spp.)
        4. Erianthemum Tiegh. (16 spp.)
        5. Globimetula Tiegh. (13 spp.)
        6. Emelianthe Danser (1 sp.)
        7. Pedistylis Wiens (1 sp.)
        8. Spragueanella Balle (2 spp.)

      8. Subtribus Tapinanthinae Nickrent & Vidal-Russ.
        1. Oedina Tiegh. (4 spp.)
        2. Berhautia Balle (1 sp.)
        3. Tapinanthus Blume (30 spp.)
        4. Englerina Tiegh. (26 spp.)
        5. Actinanthella Balle (2 spp.)
        6. Agelanthus Tiegh. (56 spp.)
        7. Oncocalyx Tiegh. (11 spp.)
        8. Oncella Tiegh. (4 spp.)
        9. Loranthella S.Blanco & C.E.Wetzel (5 spp.)
        10. Septulina Tiegh. (2 spp.)

## Vanjske poveznice
|  | Zajednički poslužitelj ima još gradiva o temi Loranthaceae |
|  | Wikivrste imaju podatke o taksonu Loranthaceae             |